# Nebida
Nebida è una ex località mineraria frazione del comune di Iglesias, provincia del Sud Sardegna, nella subregione del Sulcis-Iglesiente. Nella frazione, che dista da Iglesias circa 12 km, nel 2001 risiedevano 960 abitanti.

## Monumenti e luoghi d'interesse
- Miniera
- Laveria Lamarmora

## Galleria d'immagini

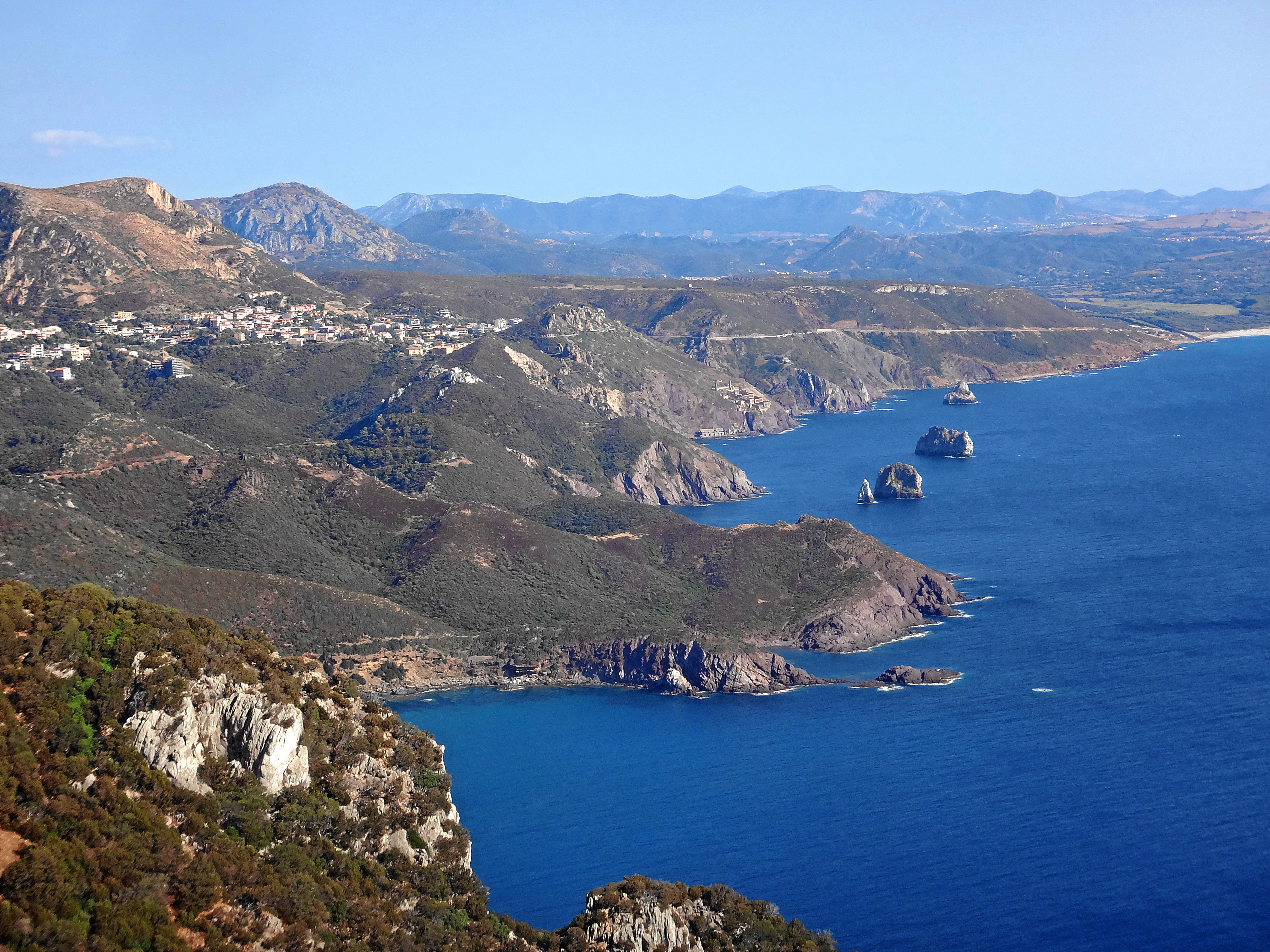
Veduta
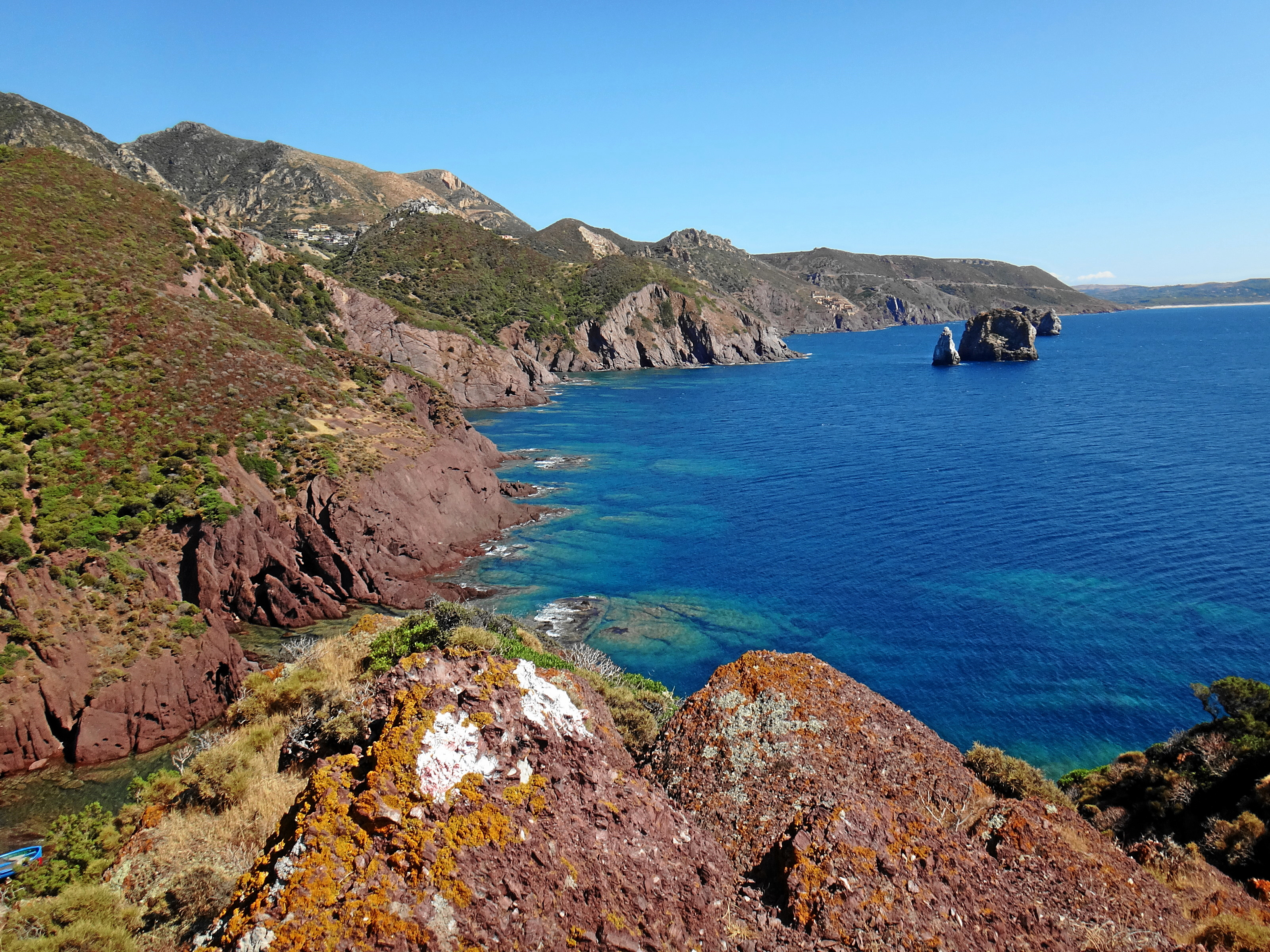
Porto Ferro
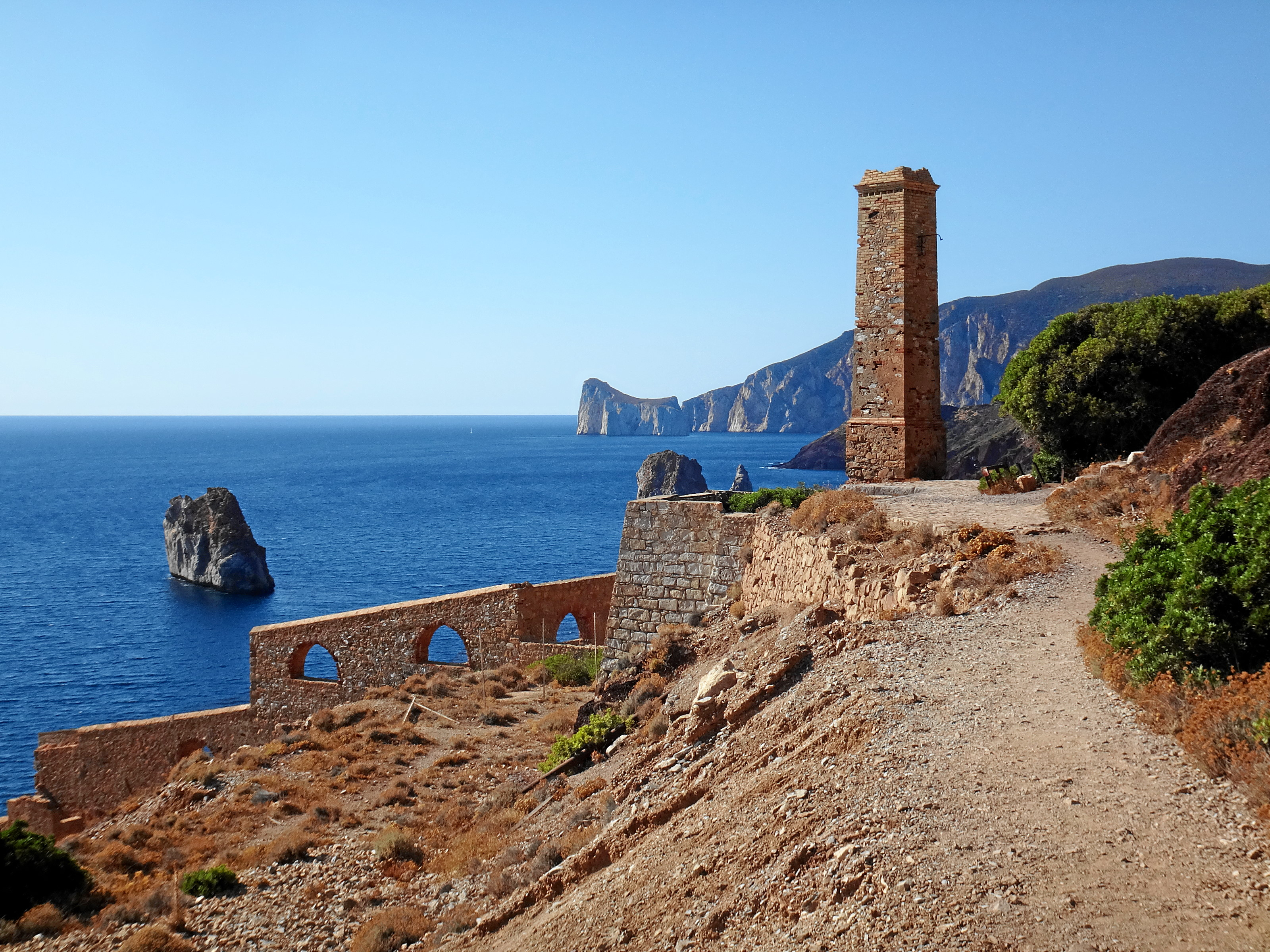
Laveria Lamarmora